# Andreas E. Schmidt
Andreas E. Schmidt (* 18. Januar 1959 in Beckingen/Saar) ist ein deutscher Volkskundler.

## Leben
Andreas Schmidt erlangte 1979 das Abitur und studierte anschließend Europäische Ethnologie und Kulturforschung (Peter Assion, Hans-Friedrich Foltin), Neuere Deutsche Literatur (Marie-Luise Gansberg), Pädagogik (Peter Büchner, Klaus Ahlheim), Kunstgeschichte (Alexander Perrig, Franz-Joachim Verspohl), Sozialpsychologie und Dänisch in Marburg. Dort wurde er 1989 mit der Dissertation über „Politische Autorität im Witz. Zur Grundlegung der Prävalenz als Agens des politischen Witzes in der Bundesrepublik Deutschland inklusive eines Forschungsberichts“ bei Peter Assion zum Dr. phil. promoviert.
Im Anschluss daran erhielt er einen Lehrauftrag am Institut für Kulturanthropologie in Frankfurt am Main und arbeitete als wissenschaftlicher Mitarbeiter am Josefine-Weihrauch-Heimatmuseum in Neudenau/Jagst.
Nach einem Jahr wechselte Schmidt an das Institut für Volkskunde in Freiburg, wo er zunächst als wissenschaftlicher Mitarbeiter und ab 1993 als Hochschulassistent tätig war. Mit der Schrift „,Wolken krachen, Berge zittern und die ganze Erde weint …‘ Zur kulturellen Vermittlung von Naturkatastrophen in Deutschland 1755 bis 1855“ erfolgte 1997 seine Habilitation. Im selben Jahr übernahm Schmidt  eine Vertretungsprofessur am Seminar für Volkskunde der Universität Kiel, wo er nach drei Semestern im Jahr 1999 zum Professor in Nachfolge von Kai Detlev Sievers berufen wurde. Dort war er bis zu seinem Ruhestand im Jahr 2025 tätig.

## Arbeit
Als Interessen während des Studiums in Marburg nennt Schmidt rückblickend die Massenkommunikationsforschung, Kulturpolitik und Arbeiterkulturforschung.
Während seiner Zeit in Freiburg setzte er sich mit der historisch arbeitenden Volkskunde auseinander und beschäftigte sich mit Fragen der Naturwahrnehmung und den Vermittlungsprozessen von Kultur und Natur. Weitere Schwerpunkte bildeten die volkskundliche Theoriebildung, Erzählforschung und Empathieforschung.
Seine spätere Forschung galt dem Spannungsverhältnis von Kultur als Fetisch und Kultur als Emanation. Er untersuchte, wie sich Kultur nicht mehr als einheitlicher gesellschaftlicher Zusammenhang denken lässt, sondern in emotionale und kognitive „Provinzen“ ausdifferenziert, die vom Einzelnen ein hohes Maß an Virtuosität und Aneignungskompetenz verlangen. Im Zentrum stand dabei die Analyse individueller, transaktionaler und selbstmächtiger Kulturlogiken sowie ihrer Rolle im Wandel kultureller Praxis.

## Schriften (Auswahl)

### Monografien
- Befragung des Alltags (Praxis und Kultur, Bd. 5), Cuvillier, Göttingen 2018, ISBN 978-3-7369-9858-2.
- „Wolken krachen, Berge zittern und die ganze Erde weint …“ Zur kulturellen Vermittlung von Naturkatastrophen in Deutschland 1755 bis 1855, Waxmann, Münster, New York, München, Berlin 1999, ISBN 978-3-89325-569-6.
- Politische Autorität im Witz. Zur Grundlegung der Prävalenz als Agens des politischen Witzes in Deutschland inklusive eines Forschungsberichts, Darmstadt 1988.

### Herausgeberschaften
Reihen
- Buchreihe „Praxis und Kultur“ im Cuvillier-Verlag Göttingen, ISSN 2192-3523.
- Neudenauer Museumshefte. Schriften des Josefine-Weihrauch-Heimatmuseums, H. 1–3, Neudenau.

Einzeltitel
- Zwischen Virtuosität und Struktur. Kulturanthropologische Reflexionen zu Gestaltungsprozessen im Alltag (Praxis und Kultur, 4), Göttingen 2015.
- jugend macht. Vom Wandervogel zum Neo-Punk. Ausstellung einer studentischen Arbeitsgruppe in Zusammenarbeit mit den TeilnehmerInnen des Proseminars „Vom Wandervogel zum Neo-Punk - Jugendkulturen im 20 Jahrhundert“ am Institut für Volkskunde, Freiburg, Freiburg 1995.
- Museumskatalog „In Sachen Liebe“. Ausstellung einer studentischen Arbeitsgruppe in Zusammenarbeit mit den TeilnehmerInnen des Proseminars „Liebe“ am Institut für Volkskunde, Freiburg, Freiburg 1993.

### Aufsätze (Auswahl)
- Kultur und Nachhaltigkeit. Eine Problemskizze, in: Hessische Blätter für Volkskunde 52 (2019), S. 165–176, ISBN 978-3-89445-550-7.
- Kultur ist Emanation, in: Ders. (Hg.), Zwischen Virtuosität und Struktur. Kulturanthropologische Reflexionen zu Gestaltungsprozessen im Alltag (Praxis und Kultur, Bd. 4), Cuvillier, Göttingen 2015, S. 7–95, ISBN 978-3-7369-8148-5.
- Zur Attraktivität von Heimat, in:  Ders. (Hg.), Zwischen Virtuosität und Struktur. Kulturanthropologische Reflexionen zu Gestaltungsprozessen im Alltag (Praxis und Kultur, Bd. 4), Cuvillier, Göttingen 2015, S. 289–306, ISBN 978-3-7369-8148-5.
- Der Extemporale-Erlass 1911. Über Gerechtigkeit und Wettbewerb an den Schulen, in: Markus Tauschek (Hg.): Kulturen des Wettbewerbs. Formationen kompetitiver Logiken (Kieler Studien zur Volkskunde und Kulturgeschichte, 10), Münster, New York, München, Berlin 2013, S. 289–300.
- Stoffgeschichten. Eine Forschungsperspektive für die Europäische Ethnologie/Volkskunde?, in: Kieler Blätter zur Volkskunde 38/39 (2006/2007), S. 7–22.
- Heimweh und Heimkehr. Zur Gefühlskultur in einer komplexen Welt, in: Silke Göttsch, Christel Köhle-Hezinger (Hrsg.): Komplexe Welt. Kulturelle Ordnungssysteme als Orientierung. 33. Kongreß der Deutschen Gesellschaft für Volkskunde in Jena 2001. Münster, New York, München, Berlin 2003, S. 37–48.
- Wenn das Wörtchen wenn nicht wär. Zur Erforschung von Träumereien zwischen Anthropotechnik und wissenschaftlicher Spekulation, in: Vokus 12 (2002), S. 5–21.
- „I want to buy some land“. Naturwahrnehmung und Naturerfahrung von Amerikaauswandern, in: Kieler Blätter zur Volkskunde 32 (2000), S. 35–50.
- Die Entdeckung des Fremden – Italienerinnen und Italiener in Baden, in: Beiträge zur Volkskunde in Baden-Württemberg 7 (1997), S. 127–137.
- Die Ruine, in: Rolf Wilhelm Brednich, Heinz Schmitt (Hg.): Symbole. Zur Bedeutung der Zeichen in der Kultur. 30. Deutscher Volkskundekongreß in Karlsruhe vom 25. bis 29. September 1995, Münster, New York, München, Berlin 1997, S. 496–504.
- Ein didaktisches Projekt zur Gestaltung eines Einführungsseminars am Beispiel der Volkskunde, in: Das Hochschulwesen 44 (1996), S. 59–62.
- Die Poesie der Kultur. Ein Versuch über die Krise der wissenschaftlichen Volkskunde, in: Zeitschrift für Volkskunde 92 (1996), S. 66–76.
- Interkulturelle Pädagogik in der multikulturellen Gesellschaft. Ein Literaturbericht, in: Jahrbuch für ostdeutsche Volkskunde 36 (1993), S. 356–368.
- „Am 11ten u 12 Oktober wurde durch den Hochwürdigen Bischoff...“ Die Chronik des Josef Anton Nonnenmacher als Beispiel für die Vermittlung von interner und externer Analyse einer archivalischen Quellengattung, in: Beiträge zur Volkskunde in Baden-Württemberg 5 (1993), S. 145–173.
- Kalauer, in: Rolf Wilhelm Brednich, Hermann Bausinger, Wolfgang Brückner, Lutz Röhrich, Rudolf Schenda (Hg.): Enzyklopädie des Märchens. Handwörterbuch zur historischen und vergleichenden Erzählforschung Band 7, Berlin, New York 1992, Sp. 857–859.
- „Mehr als zwei sind eine Gruppe“. Ein Beitrag zur Geschichte und Soziologie des Vereinswesens in Deutschland, in: Neudenauer Museumshefte 3 (1992), S. 7–19.
- Heimatmuseen in der modernen Gesellschaft, in: Neudenauer Museumshefte 1 (o. J. 1990), S. 35–39.
- Die Arbeiterkultur in der Zeit der Weimarer Republik, in: Theorie und Praxis der sozialen Arbeit 40 (1989), S. 322–329.